# Heteromys gaumeri
Heteromys gaumeri és una espècie de mamífer rosegador de la família dels heteròmids. És endèmica de les planes de la península de Yucatán (Mèxic, nord de Belize i nord de Guatemala). Es tracta d'un animal nocturn. El seu hàbitat natural són els boscos semicaducifolis, els matollars xèrics els i boscos secundaris. És una espècie en risc mínim, és a dir, no sembla que hi hagi cap amenaça significativa per a la seva supervivència.
Aquest tàxon fou anomenat en honor del metge i naturalista estatunidenc George F. Gaumer.